# Republikánský národní výbor (USA)
Republikánský národní výbor (Republican National Committee – RNC) je politický výbor, který vede Republikánskou stranu ve Spojených státech amerických. Je zodpovědný za formulování a podporu republikánské politické platformy, za koordinaci fundraisingu, za volební strategii a za stranickou marketingovou strategii. Také organizuje a řídí Republikánský národní sjezd. Podobné výbory existují ve všech jednotlivých amerických státech a ve většině okresů, i když v některých státech jsou stranické organizace strukturovány podle kongresových volebních okrsků. Všechny tyto organizace jsou však politicky řízeny národním výborem. Současným předsedou výboru je Michael Whatley, místopředsedkyní Lara Trumpová.